# Cartoonito (Reino Unido e Irlanda)
Cartoonito es un canal de televisión por suscripción británico, de programación infantil, que emite en Reino Unido. Es propiedad de Warner Bros. Discovery EMEA, también propietaria de Cartoon Network y Boomerang y opera bajo la marca internacional Cartoonito en otros países europeos.

## Historia
El canal inició sus emisiones el 4 de septiembre de 2006, unas figuras que cobran vida son el círculo, cuadrado y triángulo. Comenzó como un bloque de programación en el Cartoon Network Too (canal que a su vez compartía espacio con Turner Classic Movies 2 de 7 p. m. a 3 a. m.), emitiendo de 6 a. m. a 3 p. m. 
El 24 de mayo de 2007, Cartoon Network Too se trasladó y se convirtió en reemplazo de Toonami UK, que cesó transmisiones ese día. Cartoonito pasó a transmitir de 3am y 7pm (bajo los mismos tiempos compartido con Turner Classic Movies 2 (desde el 13 de agosto de 2013, Turner Classic Movies +1).
El 25 de marzo de 2010, Cartoonito fue agregado a Virgin Media.  A principios de 2011, se cambió el tiempo de ejecución del canal, que ahora va de 4am a 8pm. El sábado 26 de octubre de 2013, Cartoonito se lanzó en BT TV en The Kids Pack, en el canal 563 y Plusnet lanzó Cartoonito en mayo de 2015. El 15 de diciembre de 2016, se agregó a TalkTalk.
Cartoonito cambió su relación de aspecto a pantalla ancha 16:9 el 1 de noviembre de 2017. 
El canal pasó a un horario completo de 24 horas el 15 de enero de 2018.

### Relanzamiento y Regreso del Bloque (2022–presente)
El 1 de febrero de 2022, el canal se relanzó con el nuevo logotipo y los bumpers de 2021. Junto con el relanzamiento, un bloque de Cartoonito se lanzó en su canal hermano Cartoon Network, que se transmite de lunes a viernes de 9 a 10 a. m.